# タマキガイ
タマキガイ（環貝, 玉置貝 Glycymeris aspersa）は、 タマキガイ科(Glycymerididae)に分類される二枚貝で、南北海道より南の外洋に面した砂浜で普通に見られる種である。

## 外観
殻は円形で厚く、殻表は平滑。生貝はビロード状の殻皮をかぶる。殻長さは約7cm以下。殻表の模様は変異が多く、淡い栗色からほとんど白色のものまである。内面は白色。貝殻は前後で対称的で、套線は不明瞭、水管をもたない。この属の貝は本種に似ていて見分けが難しい。ベンケイガイ Glycymeris albolineata は本種よりもやや大型で四角みがある。ミタマキガイ Glycymeris imperialis は本種よりも小型で本種よりもさらに円形に近い。北海道や朝鮮半島北東岸ではエゾタマキガイ Glycymeris yessoensis が見られる。貝殻の内面を観察し、前後の閉殻筋痕の内側から貝殻腹縁へ放射線を引き、その間の刻みの数を数えることが種の判別に役立つ。

## 分布
北海道南部から九州、朝鮮半島で、水深の浅い砂底に生息する。西日本の太平洋側から台湾にかけて見られる、白地に褐色のイナヅマ模様の貝はトドロキガイ Glycymeris fulgurata と呼ばれる。化石の調査結果より、タマキガイはトドロキガイから派生した新しい種と考えられる。

## 人との関係
硬くてうま味が少なく後味がくどいため、ほとんど食用とされない。縄文時代初期に貝輪の材料とされた。『環（たまき）』には輪形の装身具の意味がある。